# Arroyo Valdez
El arroyo Valdez es un curso de agua uruguayo que atraviesa el departamento de  Paysandú perteneciente a la cuenca hidrográfica del Río de la Plata.
Nace en la Cuchilla de Haedo y desemboca en el Arroyo Negro tras recorrer alrededor de  26 km.